# Pierre Pureur
Pierre Pureur est un homme politique français né le 7 mai 1798 à Condé-sur-l'Escaut (Nord) et décédé le 16 novembre 1882 à Valenciennes (Nord).
Notaire, il est commandant de la garde nationale. Opposant à la Monarchie de Juillet, il est maire de Condé-sur-l'Escaut en 1848 et député du Nord de 1848 à 1849, siégeant avec les républicains modérés.

## Sources
- « Pierre Pureur », dans Adolphe Robert et Gaston Cougny, Dictionnaire des parlementaires français, Edgar Bourloton, 1889-1891 [détail de l’édition]